# Сьєнфуегос (провінція)
Сьєнфуегос (ісп. Provincia de Cienfuegos) — провінція Куби з центром у місті Сьєнфуегос. Розташована в центральній частині острова. Межує з провінцією Матансас на півдні, Вілья-Клара на півночі та Санкті-Спіритус на сході, а також з Карибським морем на півдні.

## Географія
Сьєнфуегос — найменша за площею (не рахуючи міста Гавана) провінція Куби. Основу економіки складає обробіток цукрового очерету і виробництво цукру. Туризм зосереджений у горах, де є водоспади, і на морському узбережжі, де поширене пірнання з аквалангом. Біля узбережжя є підводні печери.

## Історія
Раніше разом з провінціями Санкті-Спіритус та Вілья-Клара Сьєнфуегос входила до складу розформованої провінції Санта-Клара (Лас-Вільяс).

## Муніципалітети

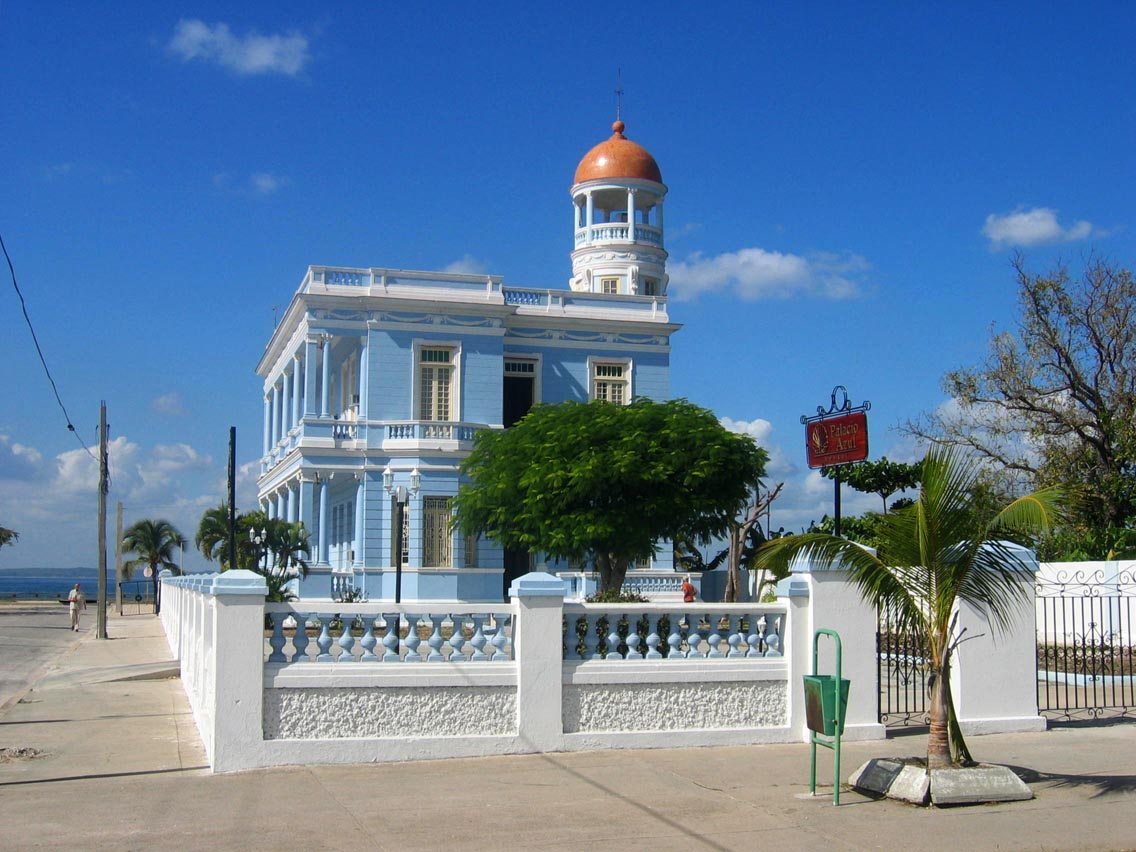
Блакитний Палац, Сьєнфуегос

| Муніципалітет       | Населення (2004) | Площа (км²) | Розташування                                                          | Примітки          |
| ------------------- | ---------------- | ----------- | --------------------------------------------------------------------- | ----------------- |
| Абреус              | 30 330           | 564         | 22°16′50″ пн. ш. 80°34′4″ зх. д. / 22.28056° пн. ш. 80.56778° зх. д.  |                   |
| Агуада-де-Пасажерос | 31 687           | 680         | 22°23′5″ пн. ш. 80°50′46″ зх. д. / 22.38472° пн. ш. 80.84611° зх. д.  |                   |
| Сьєнфуегос          | 163 824          | 333         | 22°08′45″ пн. ш. 80°26′11″ зх. д. / 22.14583° пн. ш. 80.43639° зх. д. | Столиця провінції |
| Крукес              | 32 139           | 198         | 22°20′32″ пн. ш. 80°16′34″ зх. д. / 22.34222° пн. ш. 80.27611° зх. д. |                   |
| Куманаягуа          | 51 435           | 1 099       | 22°09′9″ пн. ш. 80°12′4″ зх. д. / 22.15250° пн. ш. 80.20111° зх. д.   |                   |
| Лайас               | 22 602           | {430        | 22°24′59″ пн. ш. 80°17′26″ зх. д. / 22.41639° пн. ш. 80.29056° зх. д. |                   |
| Пальміра            | 33 153           | 318         | 22°14′40″ пн. ш. 80°23′39″ зх. д. / 22.24444° пн. ш. 80.39417° зх. д. |                   |
| Родас               | 33 477           | 552         | 22°20′34″ пн. ш. 80°33′19″ зх. д. / 22.34278° пн. ш. 80.55528° зх. д. |                   |

Джерело: перепис населення 2004 року. Площа від муніципального перерозподілу 1976 року.

## Демографія
У 2004 році, населення провінції Сьєнфуегос становило 398,647 чоловік. З загальною площею 4,180 км², щільність населення 95.37 чол./км².

## Релігія
- Сьєнфуегоська діоцезія Католицької церкви.